# توماس فرنسيس برينان
توماس فرنسيس برينان (بالإنجليزية: Thomas Francis Brennan)‏ هو كاهن كاثوليكي أمريكي، ولد في 6 أكتوبر 1855 في تيبيراري في جمهورية أيرلندا، وتوفي في 20 مارس 1916 في جروتافيراتا في إيطاليا.